# Aurel Persu

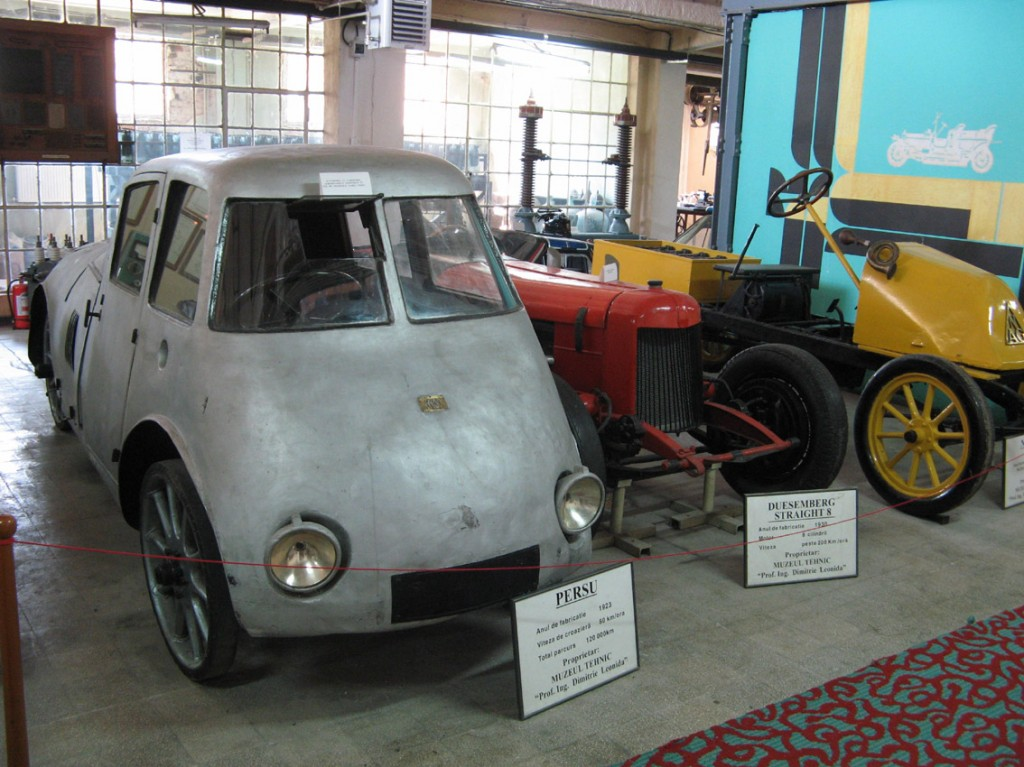
Automóvil diseñado por Aurel Persu

Aurel Persu (26 de diciembre de 1890 - 5 de mayo de 1977) fue un ingeniero rumano y diseñador de automóviles pionero, el primero en colocar las ruedas dentro de la carrocería como parte de su intento de alcanzar la forma aerodinámica perfecta para los automóviles. Llegó a la conclusión de que el automóvil perfectamente aerodinámico debe tener la forma de una gota de agua en caída libre. 

## Diseño aerodinámico patentado
Persu, un especialista en aerodinámica y dinámica de aviones, puso en práctica su idea en 1922-1923 en Berlín, construyendo un automóvil con un coeficiente aerodinámico increíblemente bajo de 0,28 (igual al de un Porsche Carrera moderno) o incluso 0,22 (un valor todavía no alcanzado por casi ningún automóvil moderno de producción en serie), según otras fuentes. Este coeficiente de arrastre era mucho mejor que los valores comprendidos entre 0,8 y 1,0 habituales en los automóviles de aquel momento., lo que permitió que el consumo de combustible se redujera notablemente en el automóvil de Persu.
Fue el primer automóvil en tener las ruedas dentro de su línea aerodinámica, algo que hoy en día se da por sentado. Esta fue la principal innovación de Persu en comparación con el Rumpler Tropfenwagen (literalmente, coche gota) de 1921, diseñado por el ingeniero austriaco Edmund Rumpler. Teniendo en cuenta la reducida distancia entre las ruedas traseras de su automóvil, eliminó el diferencial para la transmisión del par motor. Esto significaba que el automóvil podía circular en curva de manera segura a una velocidad de hasta 60 kilómetros por hora (37,3 mph). El diseño de Persu recibió la patente alemana número 402683 en 1924 y la patente estadounidense 1648505 en 1927.

## Museo técnico
El automóvil original recorrió 120 000 kilómetros (74 564,7 mi). En 1961, Aurel Persu lo donó en estado completamente funcional al Museo Técnico Dimitrie Leonida de Bucarest, donde se exhibe desde entonces.